# Windwassermühle

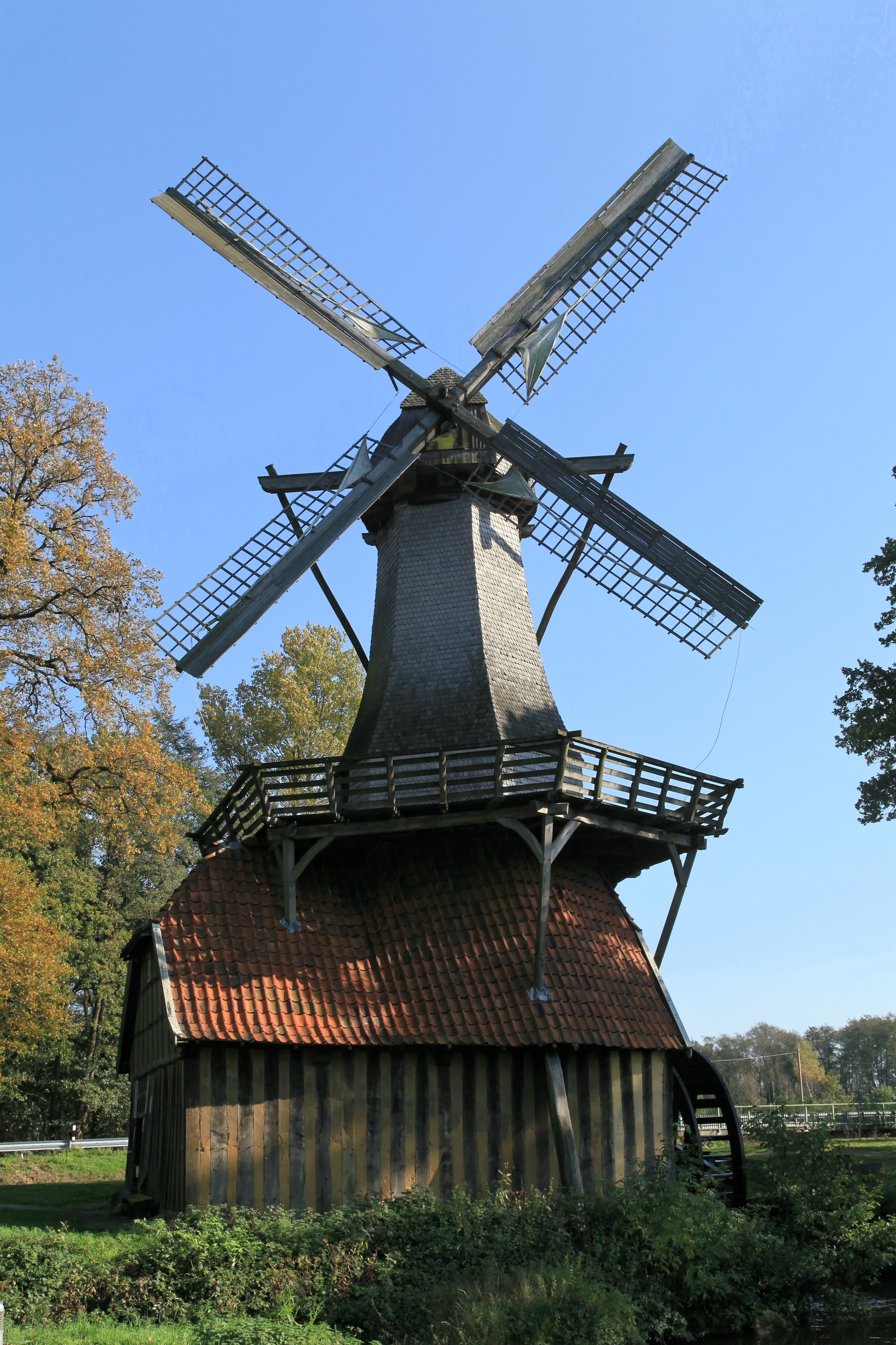
Hüvener Mühle

Eine Windwassermühle ist eine Kombination aus einer Wassermühle mit aufgesetzter Windmühle. Bedingungen sind ein geeigneter Standort mit einem ganzjährig fließenden Gewässer zum permanenten Betreiben des Wassermühlwerks und übers Jahr genügend Wind zum Antrieb der Windmühle. Diese Bedingungen und die hohen Baukosten für zwei Mühlengebäude mit zwei Primärantrieben (Flügelrad, Flügelwelle mit Kammrad und Wasserrad mit Welle und Kammrad) schränkten die Verbreitung stark ein. Beide Antriebsteile – die Flügelwelle der Windmühle und die Welle des Wasserrades – griffen an der gemeinsamen Königswelle an. Diese übertrug – je nach Gegebenheit entweder durch die Wind- oder an windstillen Tagen durch Wasser angetrieben – das Mühlenwerk. War beispielsweise in trockenen Sommern die Wasserkraft reduziert, konnte bei ausreichend Wind die Windmühle die Arbeit übernehmen, um den Mühlenteich zu füllen, der dann an windarmen Tagen die Mühle antreibt. In bestimmten Fällen (stürmisches, regnerisches Wetter) können sowohl Windkraft genutzt und Wasserkraft gespeichert werden. Meist entstanden diese Mühlen als Ausbau einer vorhandenen Wassermühle zur Doppelmühle im 19. Jahrhundert, und sie waren hauptsächlich in Niedersachsen (Hanstedter Mühle), Schleswig-Holstein (Osterhusumer Mühle, Köhner Mühle) und Nordrhein-Westfalen verbreitet. In Deutschland sind zwei Mühlen dieser seltenen Bauart erwähnenswert, im Emsland die Hüvener Mühle von 1554 (Wassermühle) beziehungsweise 1802 (Ausbau zur Doppelmühle, einzige komplett erhaltene Mühle dieses Typs in Europa) und in Nordrhein-Westfalen im Kreis Minden-Lübbecke die Klostermühle in Lahde (Windmühlaufsatz von 1876 auf Wassermühlengebäude von urkundlich 1292; Westfälische Mühlenstraße). 